# Titanidiops
Titanidiops is een geslacht van spinnen uit de  familie van de Idiopidae (Valdeurspinnen).

## Soorten
- Titanidiops birmanicus Schwendinger & Huber, 2024
- Titanidiops bombayensis (Siliwal, Molur & Biswas, 2005)
- Titanidiops bonny (Siliwal, Hippargi, Yadav & Kumar, 2020)
- Titanidiops briodae Schenkel, 1937
- Titanidiops canariensis Wunderlich, 1992
- Titanidiops compactus (Gerstaecker, 1873)
- Titanidiops constructor (Pocock, 1900)
- Titanidiops crassus (Simon, 1884)
- Titanidiops fortis (Pocock, 1900)
- Titanidiops inermis Schwendinger, 2024
- Titanidiops insularis Schwendinger, 2024
- Titanidiops joida (Gupta, Das & Siliwal, 2013)
- Titanidiops lacustris (Pocock, 1897)
- Titanidiops maroccanus Simon, 1909
- Titanidiops medini (Pratihar & Das, 2020)
- Titanidiops melloleitaoi Caporiacco, 1949
- Titanidiops nilagiri (Das & Diksha, 2019)
- Titanidiops oriya (Siliwal, 2013)
- Titanidiops pylorus (Schwendinger, 1991)
- Titanidiops robustus (Pocock, 1898)
- Titanidiops sayamensis Schwendinger & Hongpadharakiree, 2024
- Titanidiops syriacus (O. Pickard-Cambridge, 1870)
- Titanidiops tenuis Schwendinger, 2024
- Titanidiops vankhede (Siliwal, Hippargi, Yadav & Kumar, 2020)
- Titanidiops yemenensis (Simon, 1890)